# Hannah Teter
Hannah Teter (n. 27 ianuarie 1987, Belmont⁠(d), Mount Holly⁠(d), Vermont, SUA) este o sportivă americană, medaliată olimpică. A participat la 3 ediții ale Jocurilor Olimpice (2006, 2010, 2014) în care a câștigat o medalie de aur și o medalie de argint.